# Rhamphomyia czizeki
Rhamphomyia czizeki är en tvåvingeart som beskrevs av Bartak 1982. Rhamphomyia czizeki ingår i släktet Rhamphomyia och familjen dansflugor. Inga underarter finns listade i Catalogue of Life.